# Militello Rosmarino
Militello Rosmarino er en italiensk by (og kommune) i regionen Sicilien i Italien, med omkring 1.163(2023) indbyggere.  